# Антимони (Јута)
Антимони (енгл. Antimony) град је у америчкој савезној држави Јута.

## Демографија
По попису из 2010. године број становника је 122, што је 0 (0,0%) становника више него 2000. године.
| Група             | 2000.       | 2010.       |
| Белци             | 117 (95,9%) | 111 (91,0%) |
| Афроамериканци    | 0 (0,0%)    | 0 (0,0%)    |
| Азијати           | 0 (0,0%)    | 2 (1,6%)    |
| Хиспаноамериканци | 1 (0,8%)    | 5 (4,1%)    |
| Укупно            | 122         | 122         |